# 三方二十面体
三方二十面体（さんぽうにじゅうめんたい、英: triakis icosahedron）とは、カタランの立体の一種で、切頂十二面体の双対多面体である。正二十面体の各面の中心を持ち上げ、3つの二等辺三角形に分けたような形をしている。言い替えると、正二十面体の各面に正三角錐を貼り付けた形となっている。

## 性質
- 構成面となる二等辺三角形の形状
  - 頂角: 約119.04°
  - 底角: 約30.48°
  - 短い辺 : 長い辺 = {\displaystyle 2{\sqrt {5}}:2{\sqrt {5}}:3{\sqrt {5}}+1}

ユニット折り紙を30枚使って、簡単に作ることができる。

## 近縁な立体

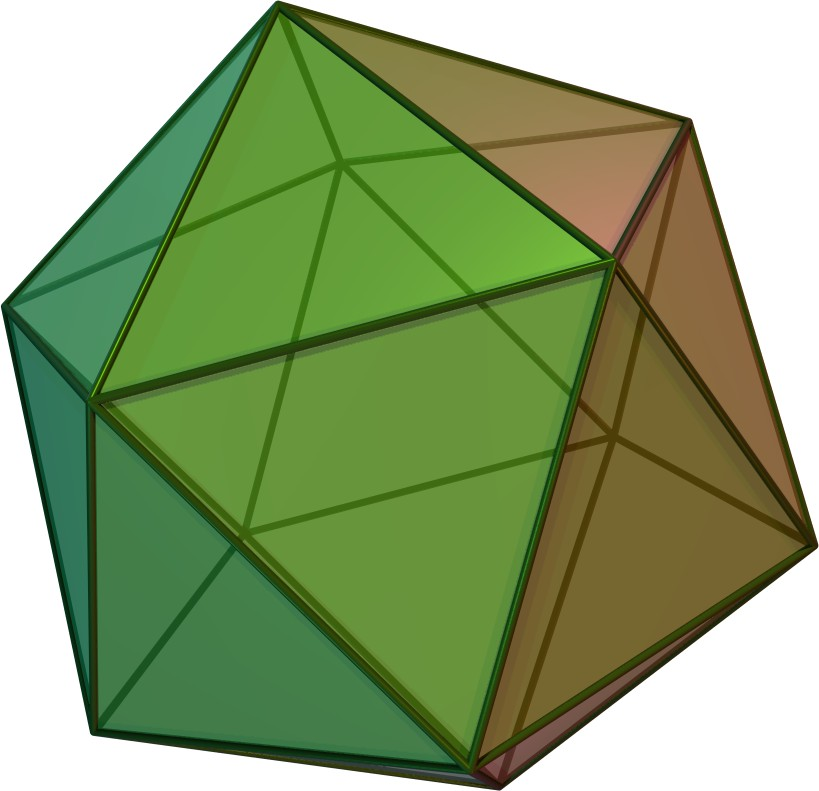
正二十面体 （ベースの形）
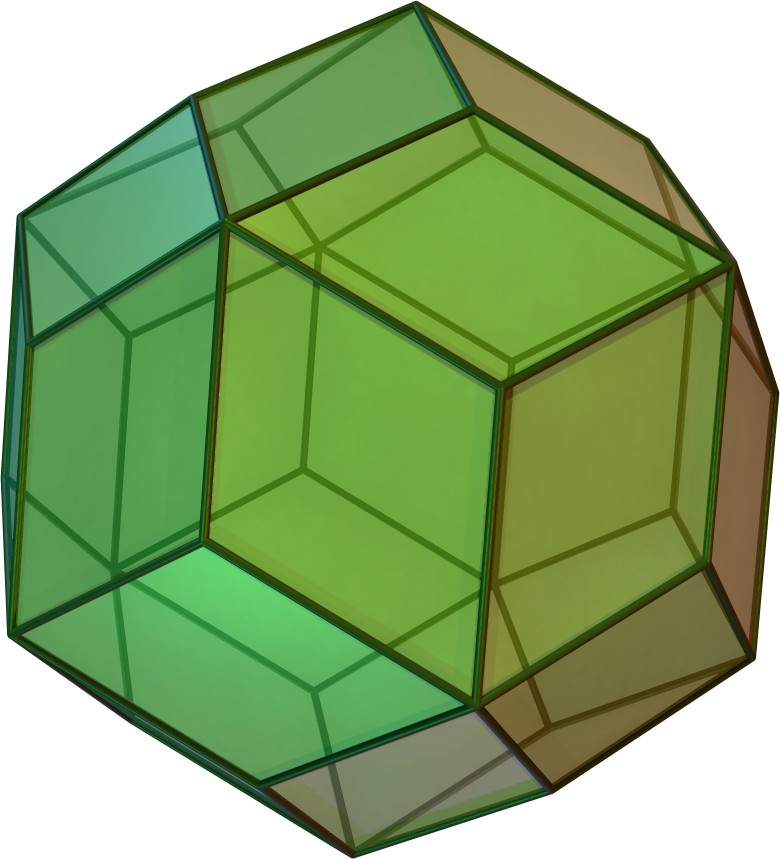
菱形三十面体 （もう少し高く持ち上げる）
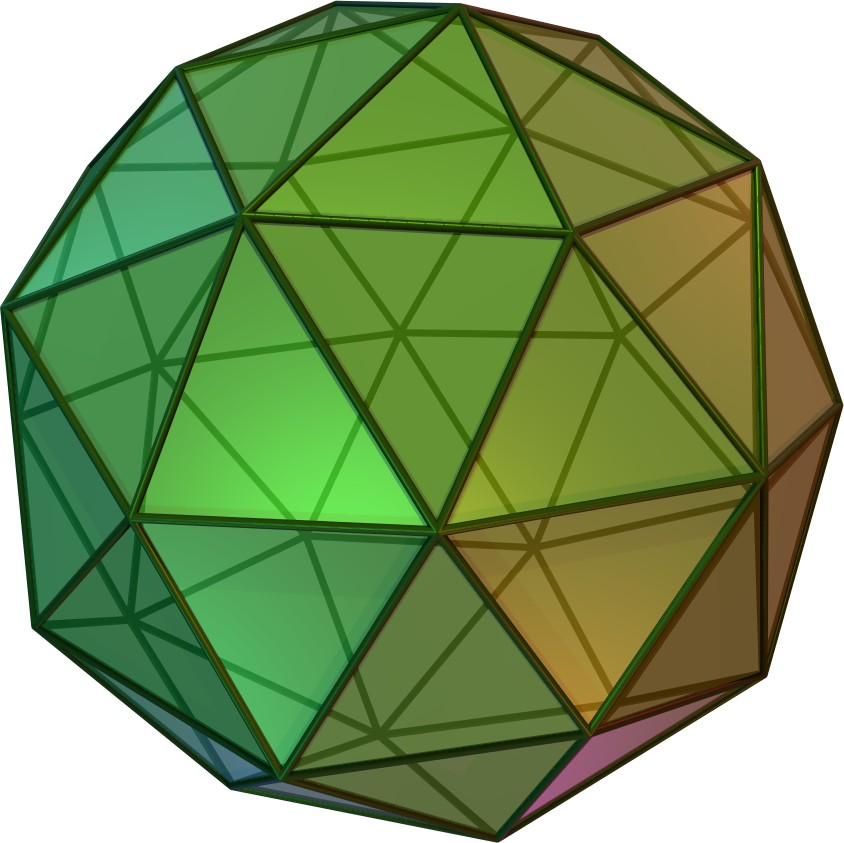
五方十二面体 （更に高く持ち上げる）
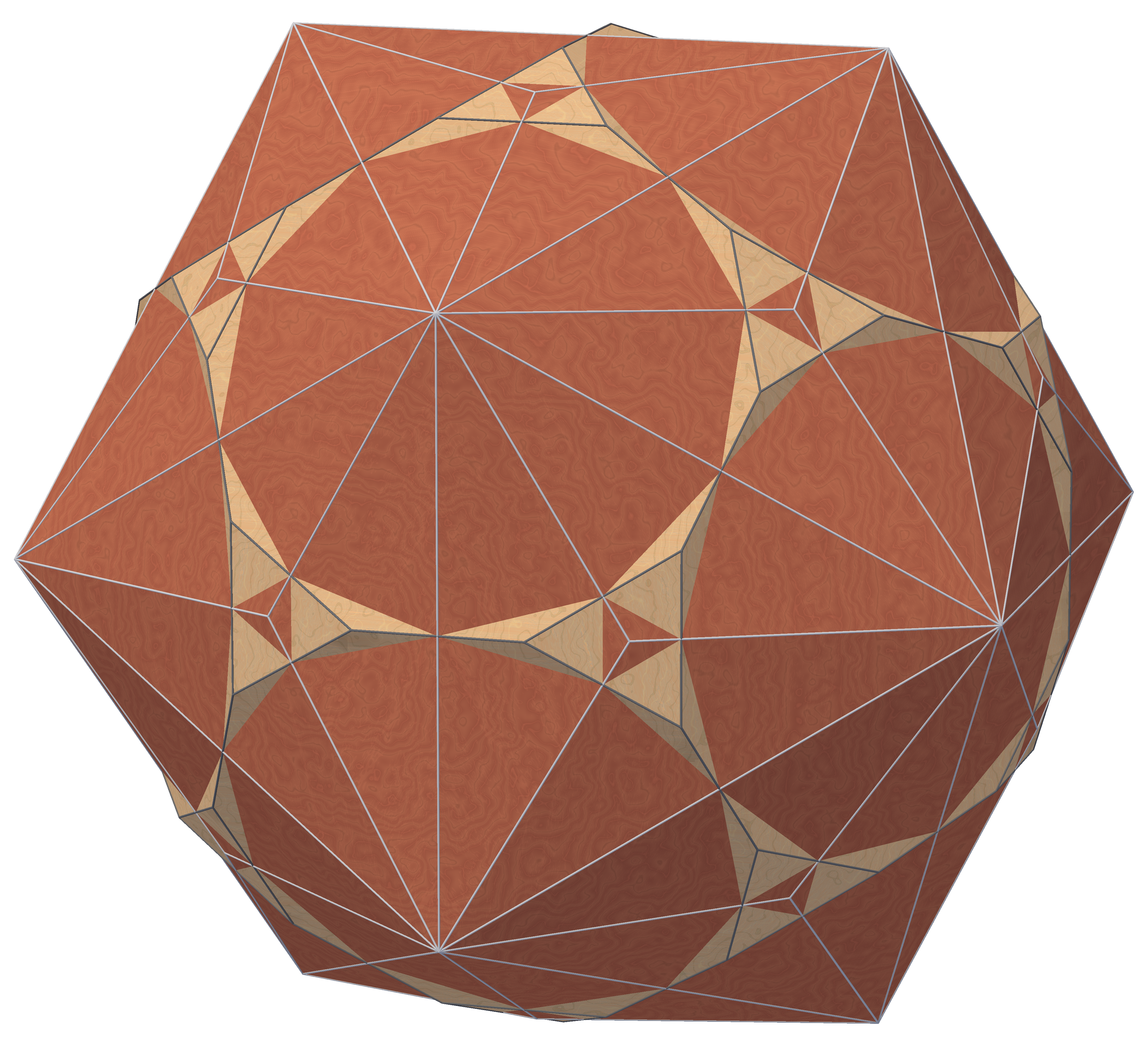
切頂十二面体と三方二十面体による複合多面体